# Râșcai kolostor
A râșcai kolostor (románul Mănăstirea Râșca) középkori ortodox keresztény vallási épületegyüttes Romániában, Suceava megyében, Râșcában.

## Története
IV. Péter moldvai fejedelem támogatásával Macarie püspök alapította, és 1542-ben épült fel.
Az 1554-ből származó felirat szerint, melyet a templom oltárrészén találtak meg, faliképeinek mestere Sztamatelosz Kotronész, egy Zakinthosz szigetéről származó görög volt, de a képek ikonográfiai rendszerének kialakítása bizonyára Macarie püspök útmutatásai szerint történt.
Az épületegyüttes eredeti alakját a későbbi építkezések erőteljesen megváltoztatták, és a helyreállítások során, mint például 1827-ben csaknem elvesztette középkori jellegét is.

## Műalkotások
A kolostor legjelentősebb építészeti része a középkori templom, melynek a külső homlokzatán levő néhány freskó még napjainkban is látható, például a nyugati részen az utolsó ítélet, valamint a déli mellékszentély oldalán a paradicsomi létra jelenete maradt fenn. Bár később ezeket is átfestették, majd az avatatlan felújítások során sokat veszítettek a képek művészi értékükből.
A templombelsőben lévő freskók, így  Petru Rareș fejedelem és családja képe sem mentes torzításoktól.
IV. Sándor moldvai fejedelem (1552–1561 és 1564–1568) édesanyjának, Anasztáziának a síremléke viszont épségben fennmaradt.

## Irodalmi szerepe
A kolostor falai között egykor számottevő irodalmi tevékenység folyt. A 16. század elején Macarie püspök itt írta az alapító fejedelem uralkodásának krónikáját, amelyben a szerző – tanúsítva bizánci műveltségét – IV. Péter fejedelemnek a lengyelekkel vívott küzdelmét tette színesebbé a trójai háború motívumaival.
A kolostorban a későbbiekben is éltek kiváló írók. 1844-ben például a harangtoronyban lakott az ide száműzött Mihail Kogălniceanu (1817–1891), a neves román történész és államférfi.

### Belső tér

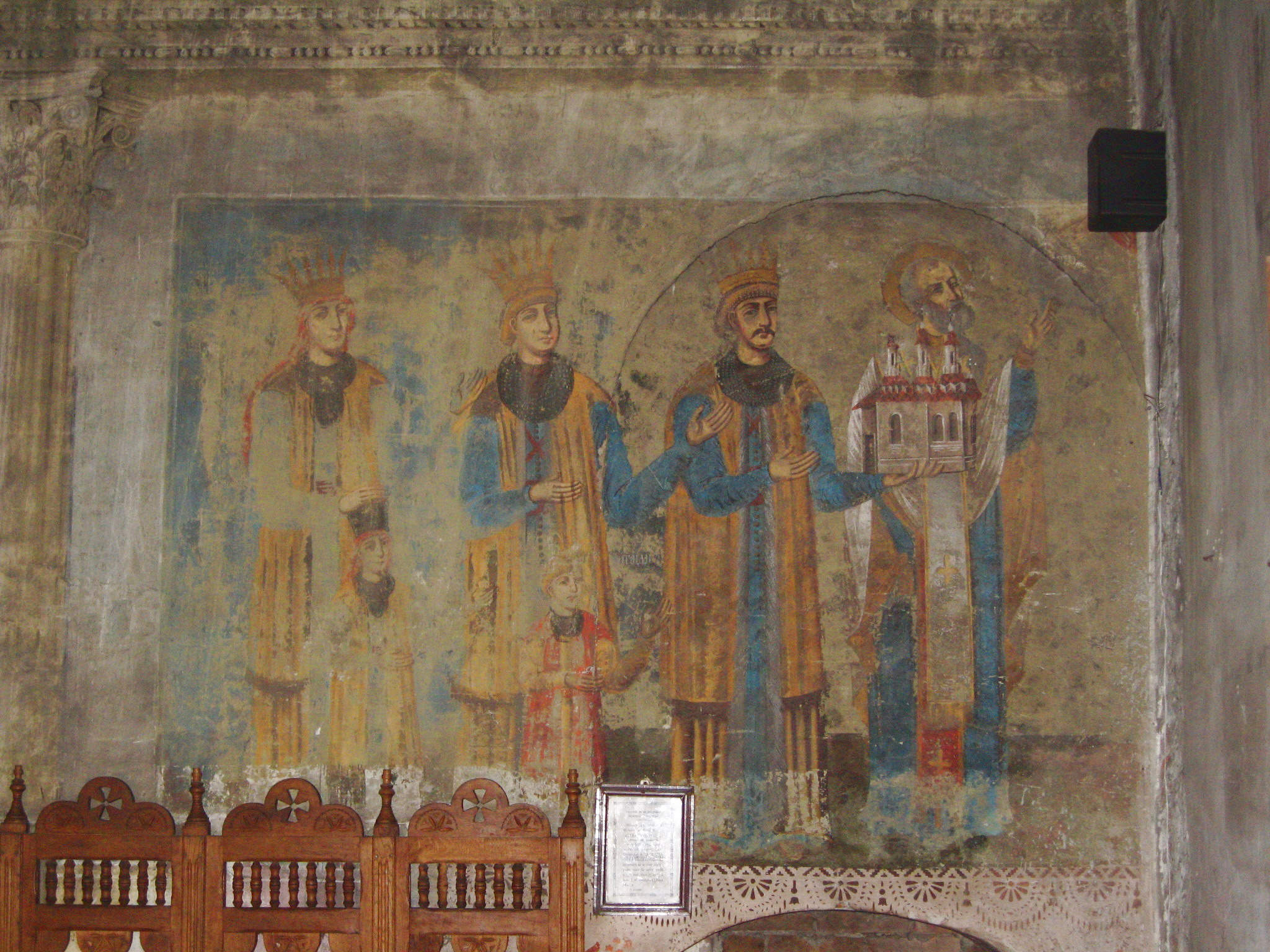
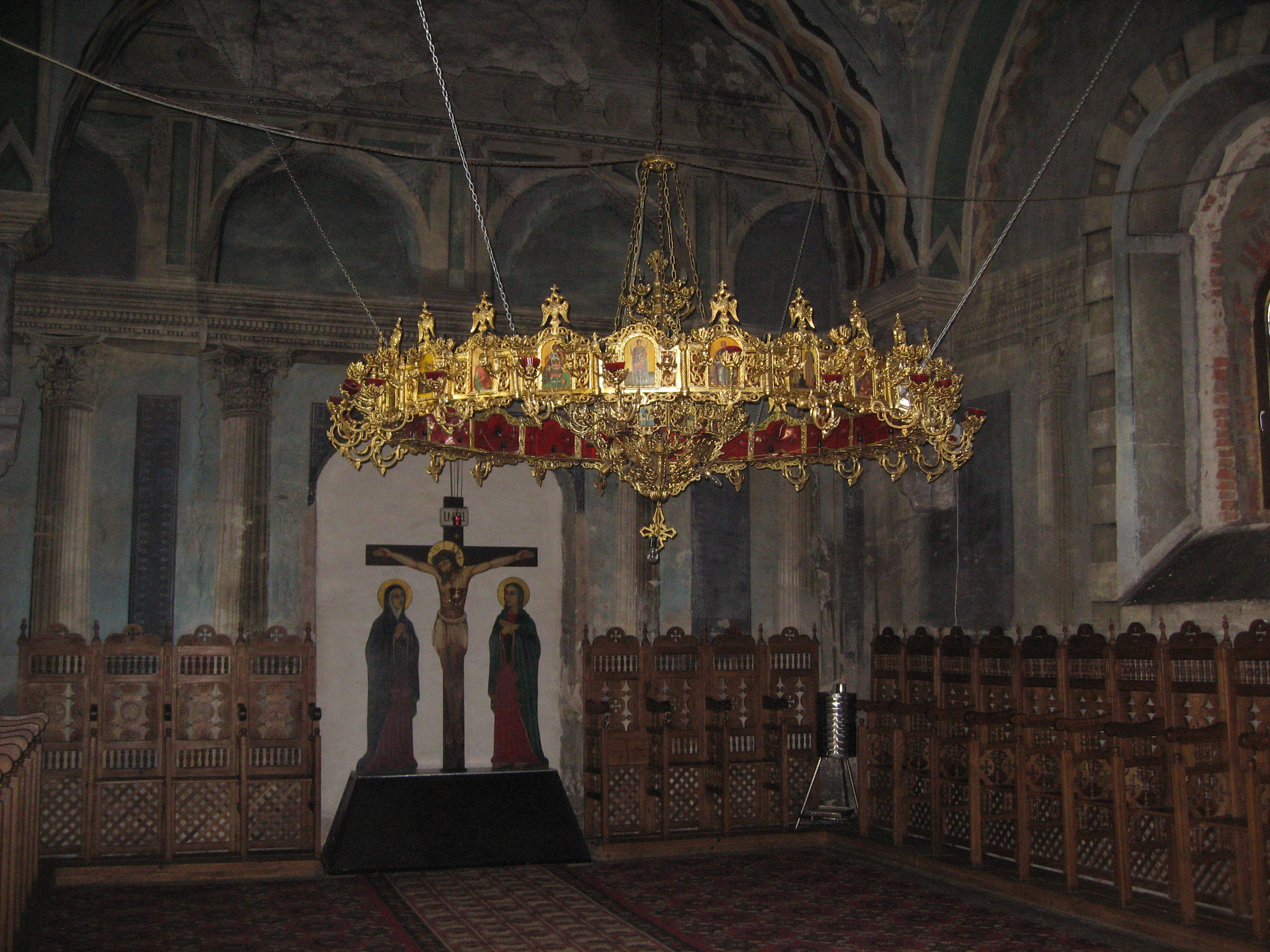
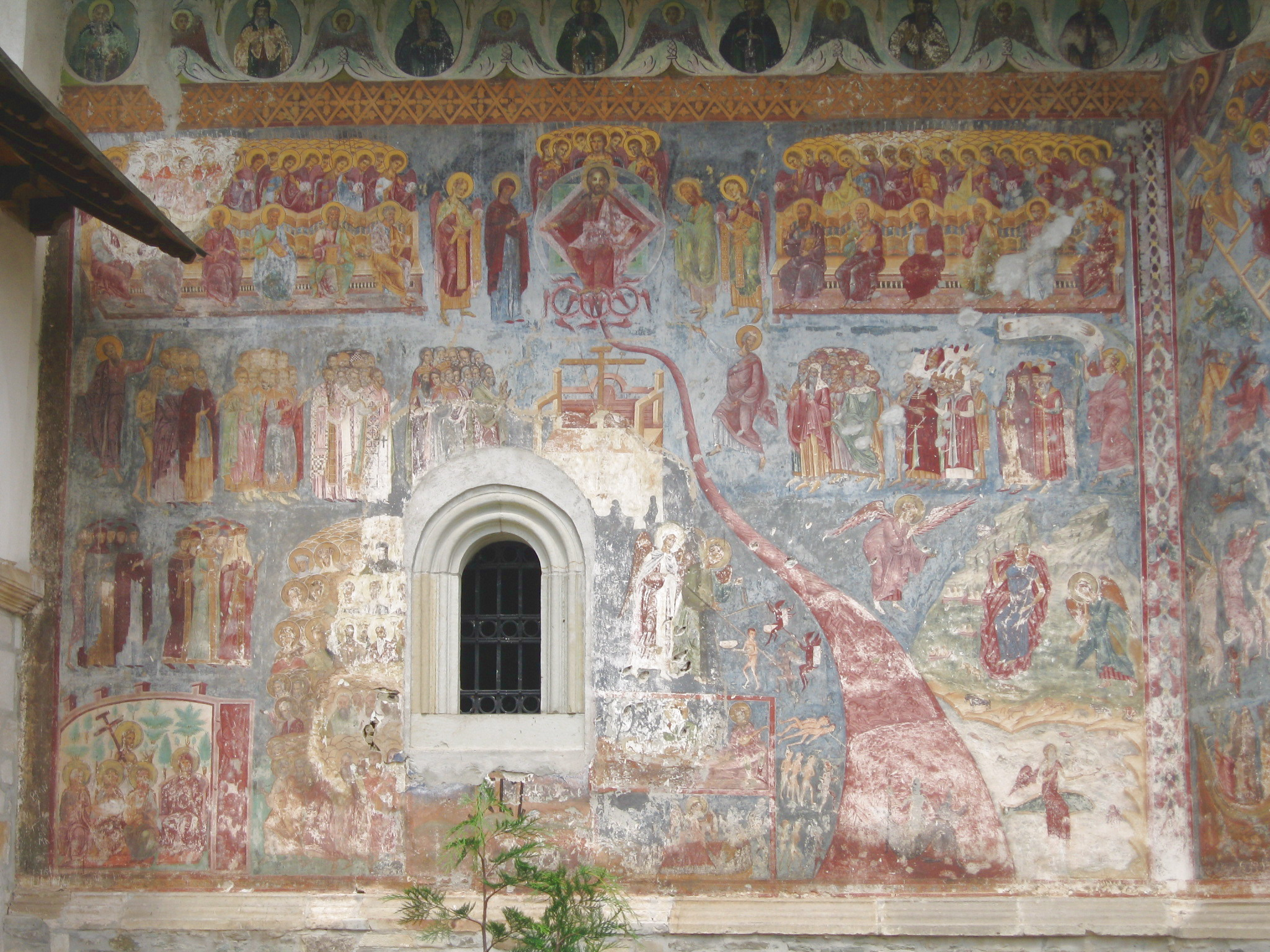
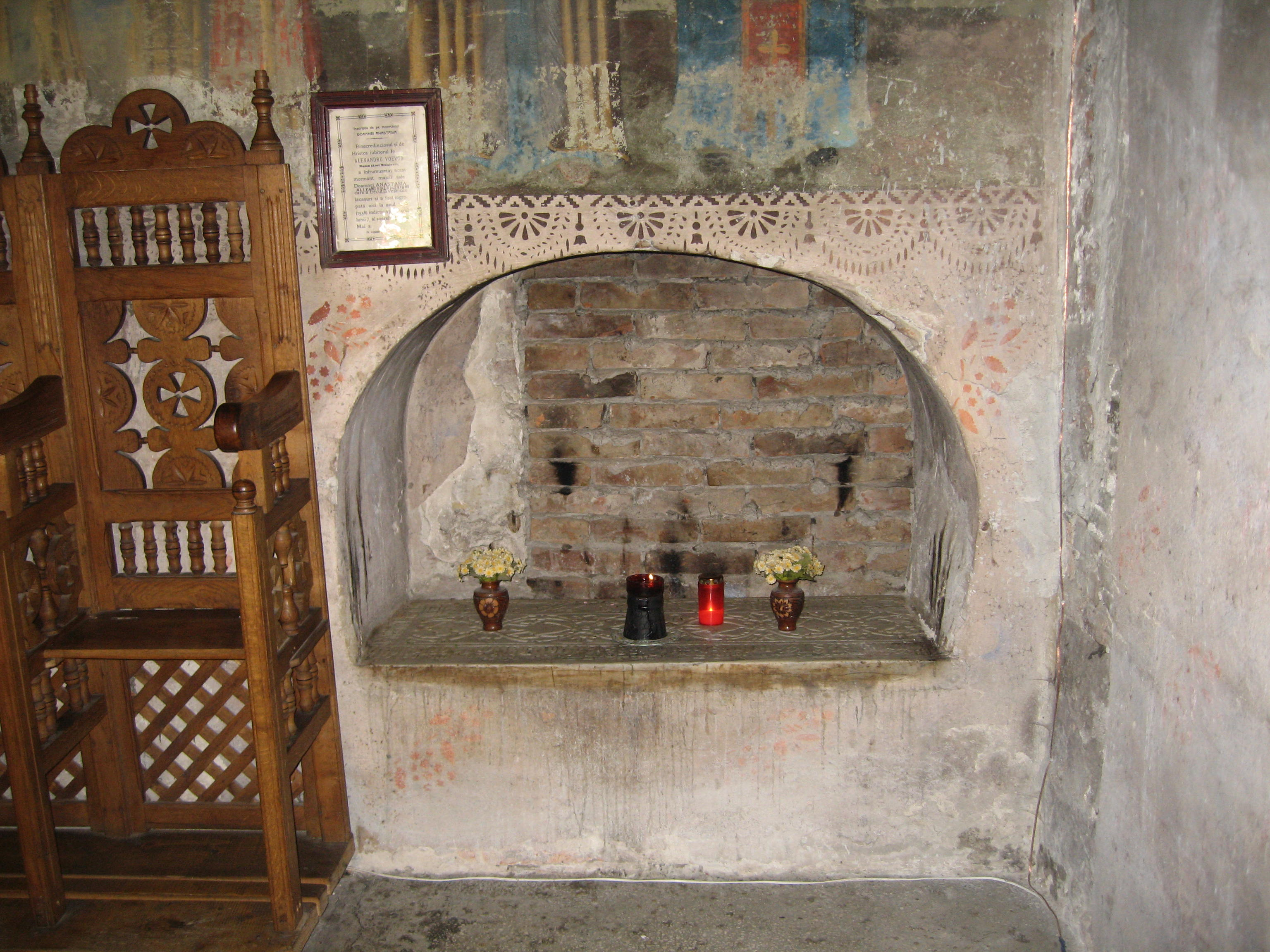

## Galéria

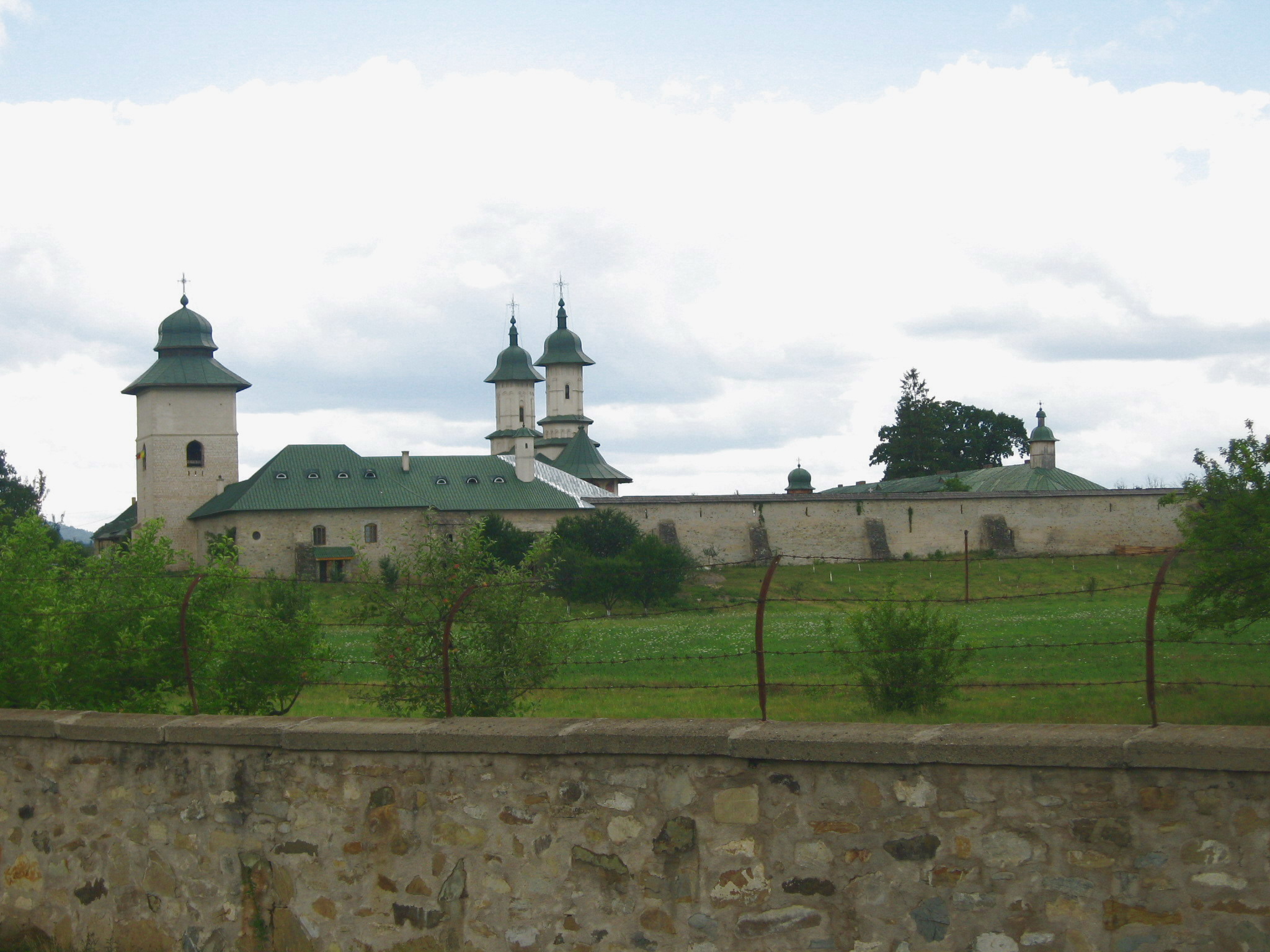
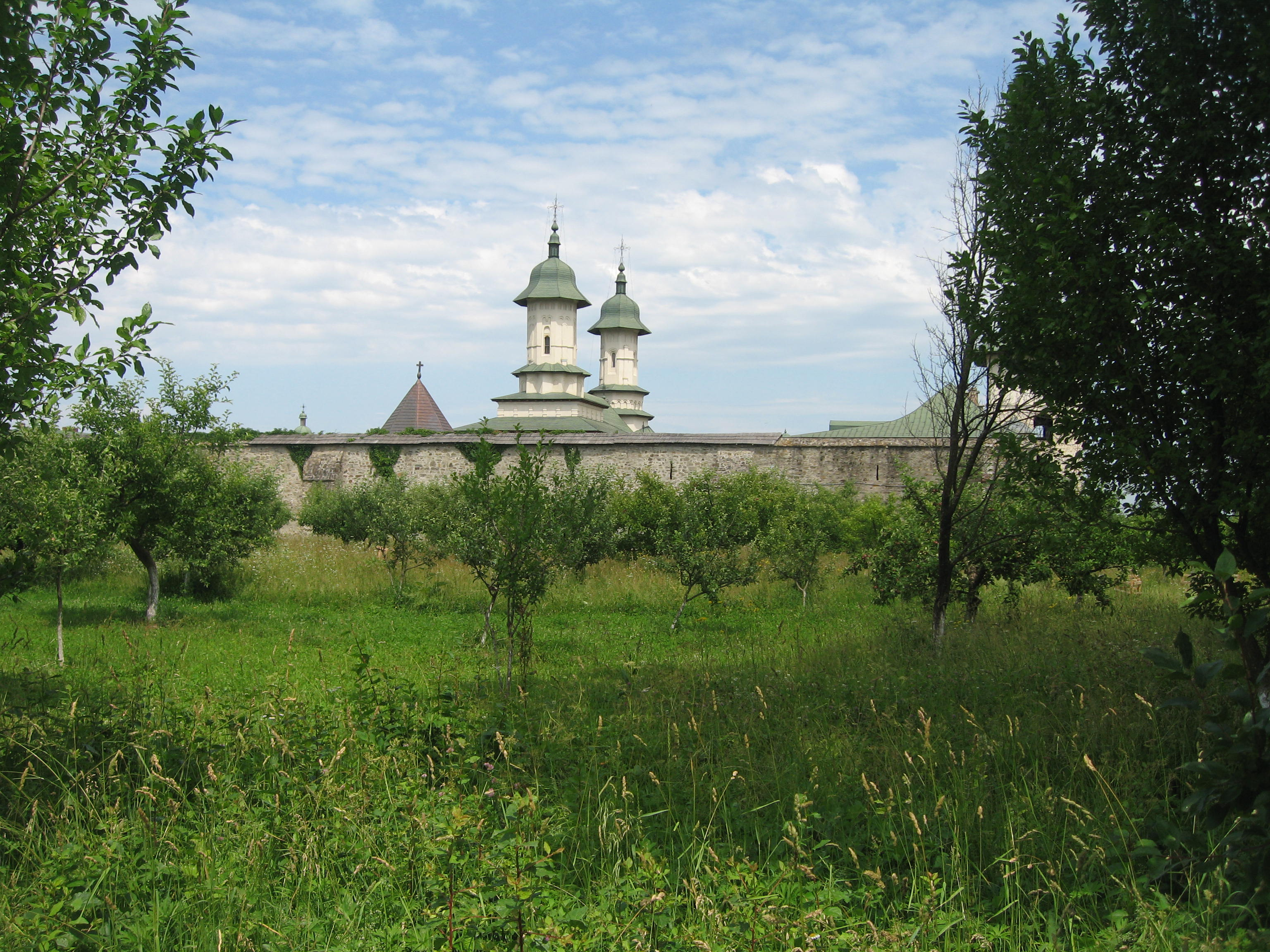
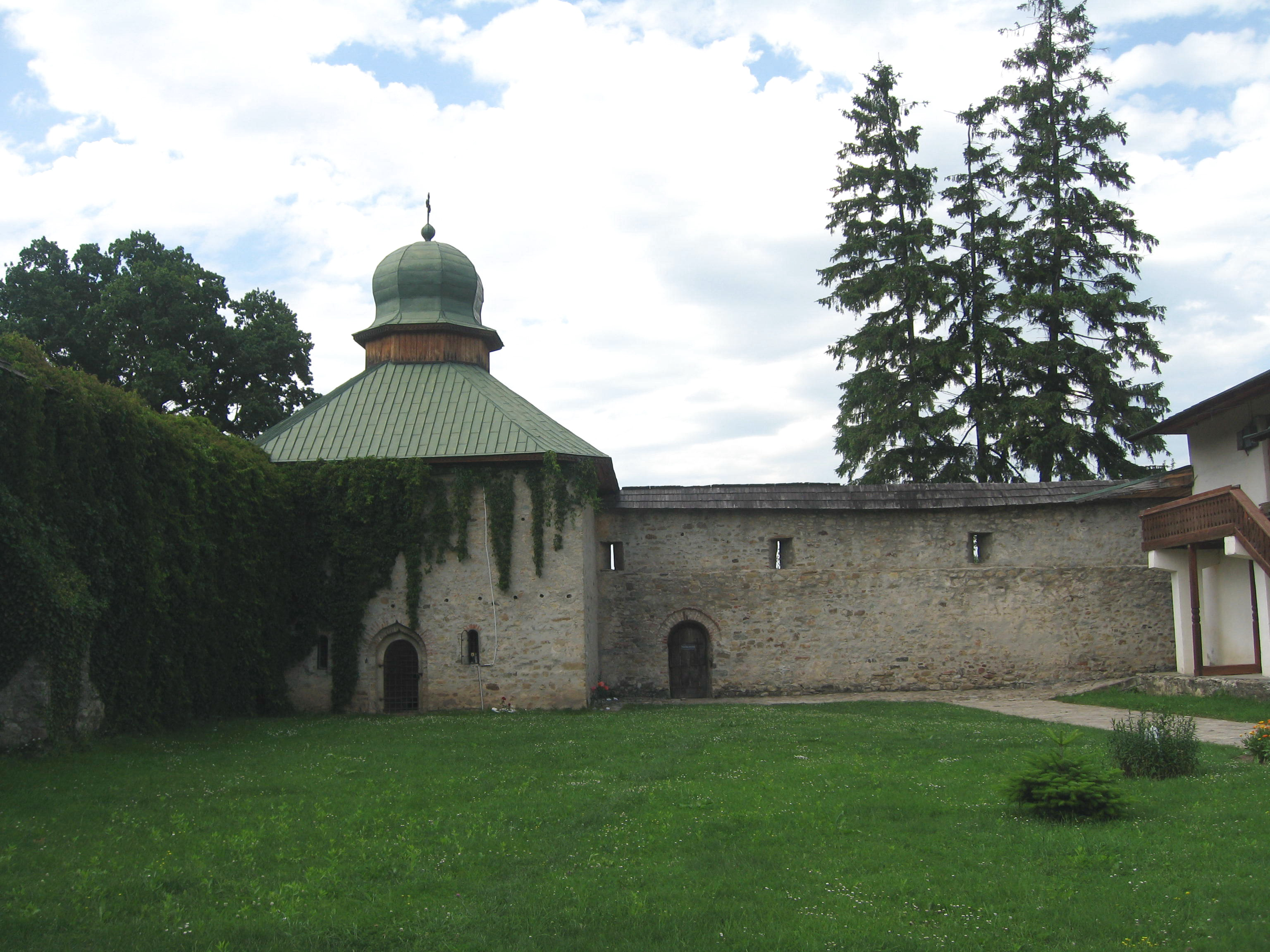
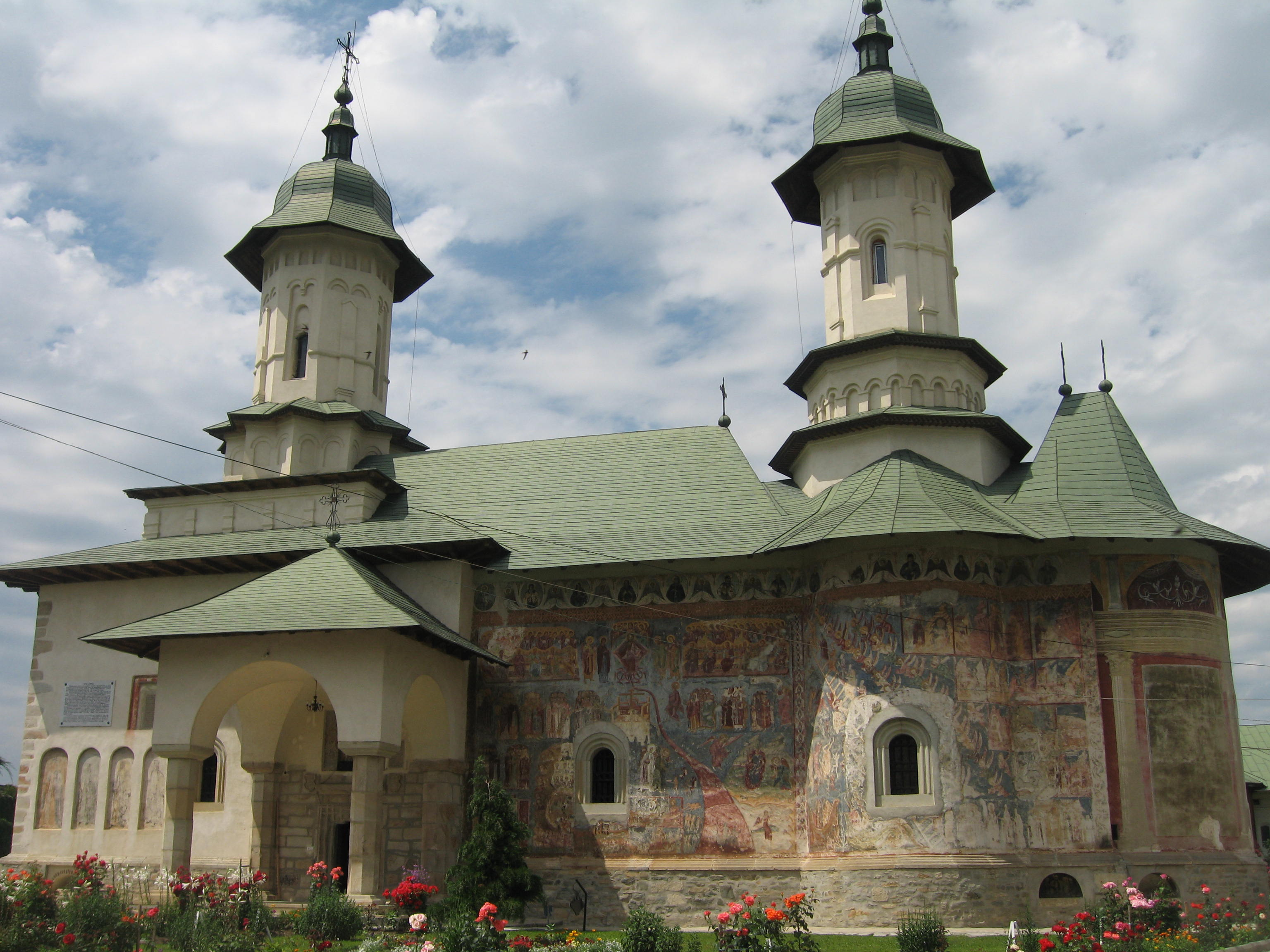
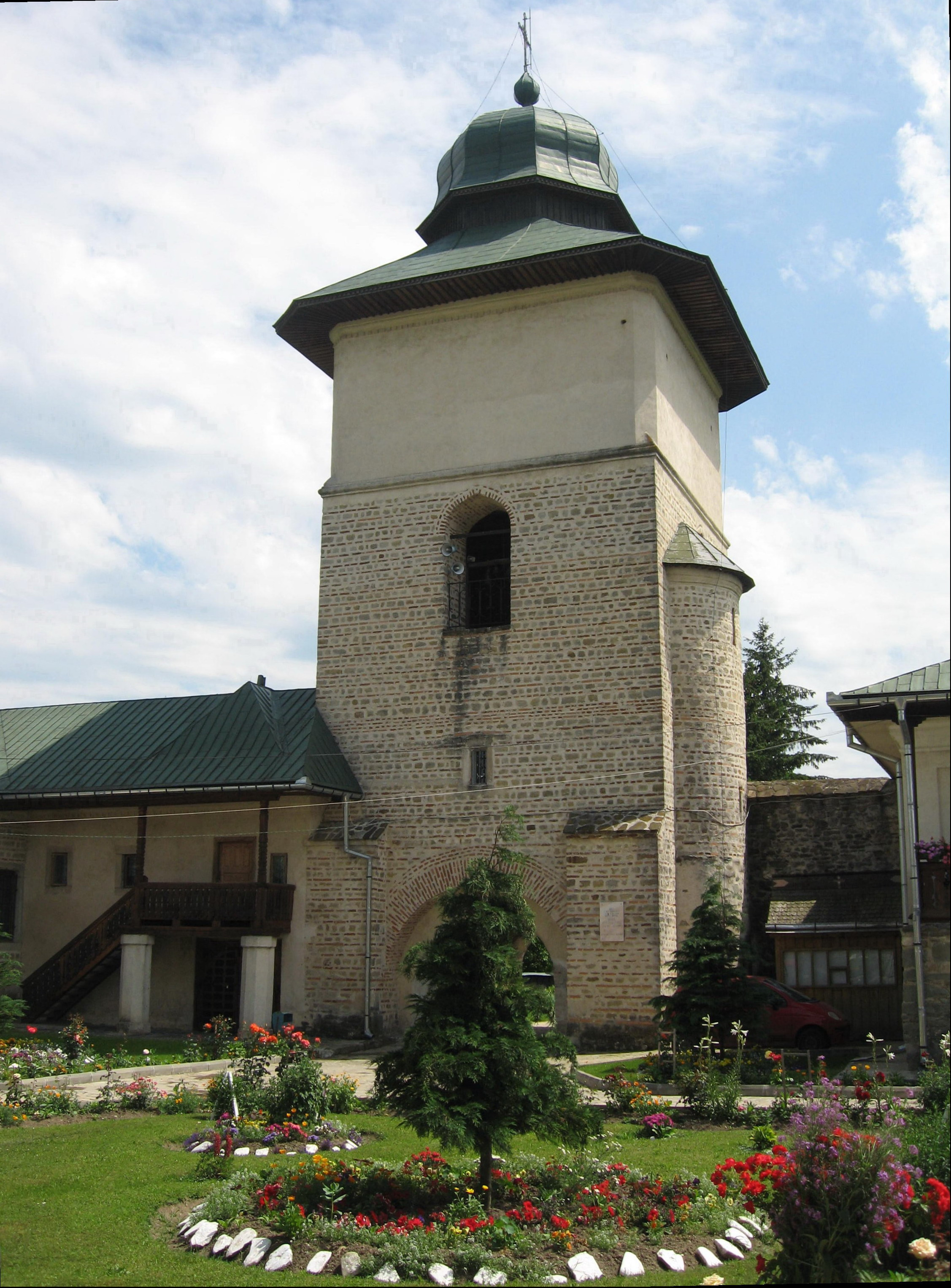
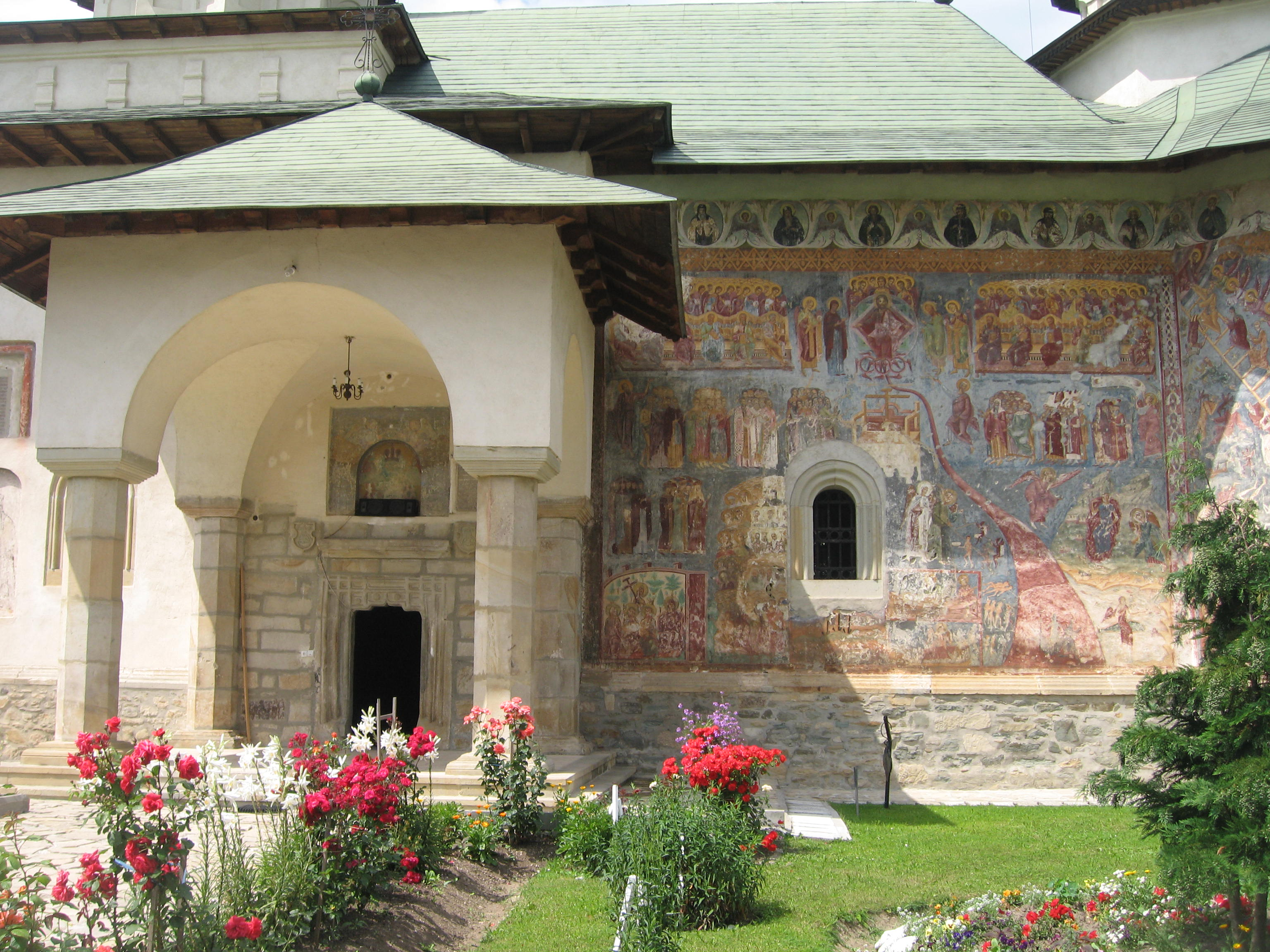
A kolostor külső freskói
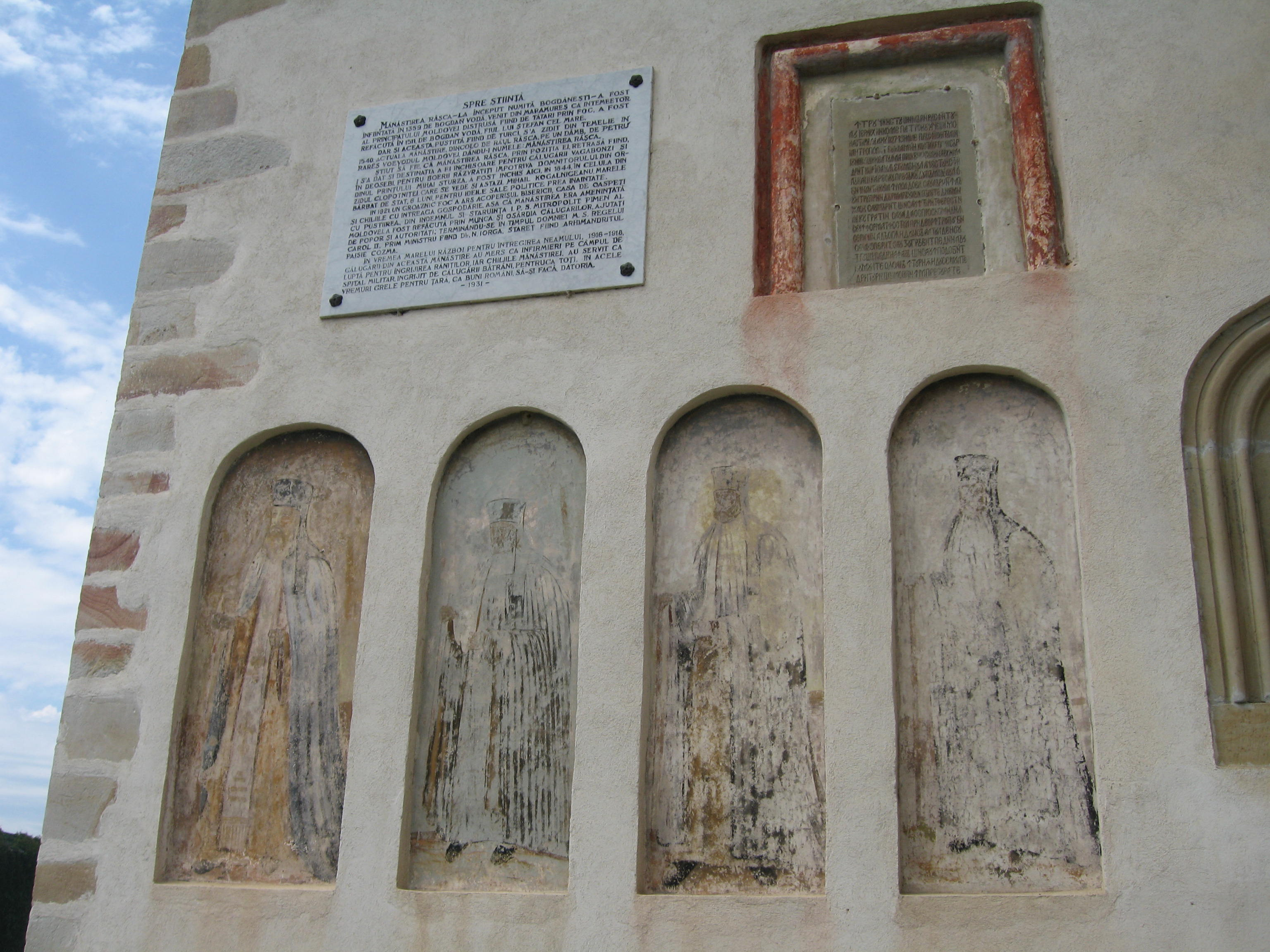

## Lásd még
- Észak-moldvai kolostorok